# Judo en los Juegos Asiáticos de 2002
El torneo de judo en los Juegos Asiáticos de 2002 se realizó en Busan (Corea del Sur), entre el 29 de septiembre y el 3 de octubre de 2002.
En total se disputaron en este deporte dieciséis pruebas diferentes, ocho masculinas y ocho femeninas.

## Resultados

### Masculino
| Evento            | Oro                         | Plata                             | Bronce                                                           |
| ----------------- | --------------------------- | --------------------------------- | ---------------------------------------------------------------- |
| –60 kg            | Masoud Hayi Ajondzadeh Irán | Bazarbek Donbay · Kazajistán      | Choi Min-Ho Corea del Sur Masato Uchishiba Japón                 |
| –66 kg            | Kim Hyung-Ju Corea del Sur  | Guwanç Nurmuhammedow Turkmenistán | Gantömöriin Dashdavaa Mongolia Michihiro Omigawa Japón           |
| –73 kg            | Choi Yong-Sin Corea del Sur | Yusuke Kanamaru Japón             | Hamed Malekmohammadi Irán Egamnazar Akbarov Uzbekistán           |
| –81 kg            | Yoshihiro Akiyama Japón     | Ahn Dong-Jin Corea del Sur        | Farjod Turayev Uzbekistán Damdinsürenguiin Nyamjüü Mongolia      |
| –90 kg            | Yuta Yazaki Japón           | Tsend-Ayuushiin Ochirbat Mongolia | Viacheslav Pereteyko Uzbekistán Park Sung-Keun Corea del Sur     |
| –100 kg           | Keiji Suzuki Japón          | Jang Sung-Ho Corea del Sur        | Abbas Fallah · Irán · Asjat Zhitkeyev · Kazajistán               |
| +100 kg           | Yasuyuki Muneta Japón       | Mahmud Reza Miran Irán            | Kang Byung-Jin · Corea del Sur · Viacheslav Berduta · Kazajistán |
| Categoría abierta | Kosei Inoue Japón           | Abdullo Tangriyev Uzbekistán      | Mahmud Reza Miran Irán Liu Shenggang China                       |

### Femenino
| Evento            | Oro                          | Plata                        | Bronce                                                           |
| ----------------- | ---------------------------- | ---------------------------- | ---------------------------------------------------------------- |
| –48 kg            | Kayo Kitada Japón            | Kim Young-Ran Corea del Sur  | Ri Kyong-Ok Corea del Norte Shao Dan China                       |
| –52 kg            | Lee Eun-Hee Corea del Sur    | Xian Dongmei China           | Kye Sun-Hui · Corea del Norte · Sholpan Kaliyeva · Kazajistán    |
| –57 kg            | Hong Ok-Song Corea del Norte | Kie Kusakabe Japón           | Jishigbatyn Erdenet-Od Mongolia Kim Hwa-Soo Corea del Sur        |
| –63 kg            | Ayumi Tanimoto Japón         | Ji Kyong-Sun Corea del Norte | Li Shufang China Wang Chin-Fang China Taipéi                     |
| –70 kg            | Qin Dongya China             | Bae Eun-Hye Corea del Sur    | Masae Ueno Japón Liu Shu-Yun China Taipéi                        |
| –78 kg            | Jo Su-Hee Corea del Sur      | Mizuho Matsuzaki Japón       | Nasiba Surkiyeva Turkmenistán Pan Yuqing China                   |
| +78 kg            | Sun Fuming China             | Choi Sook-Ie Corea del Sur   | Erdene-Ochiryn Dolgormaa Mongolia Paradawdee Pestonyee Tailandia |
| Categoría abierta | Tong Wen China               | Maki Tsukada Japón           | Erdene-Ochiryn Dolgormaa Mongolia Jo Su-Hee Corea del Sur        |

## Medallero
| Núm. | País            | Oro | Plata | Bronce | Total |
| ---- | --------------- | --- | ----- | ------ | ----- |
| 1    | Japón           | 7   | 4     | 3      | 14    |
| 2    | Corea del Sur   | 4   | 5     | 5      | 14    |
| 3    | China           | 3   | 1     | 4      | 8     |
| 4    | Irán            | 1   | 1     | 3      | 5     |
| 5    | Corea del Norte | 1   | 1     | 2      | 4     |
| 6    | Mongolia        | 0   | 1     | 5      | 6     |
| 7    | Uzbekistán      | 0   | 1     | 3      | 4     |
| 7    | Kazajistán      | 0   | 1     | 3      | 4     |
| 9    | Turkmenistán    | 0   | 1     | 1      | 2     |
| 10   | China Taipéi    | 0   | 0     | 2      | 2     |
| 11   | Tailandia       | 0   | 0     | 1      | 1     |
|      | TOTAL           | 16  | 16    | 32     | 64    |